# دارشمزین
دارشمزین (به عربی: دارشمزين) یک منطقهٔ مسکونی در لبنان است که در شهرستان کوره واقع شده‌است.
 دارشمزین  ۳۲۵ نفر جمعیت دارد و ۳۹۰ متر بالاتر از سطح دریا واقع شده‌است.